# 무제움스인젤역
무제움스인젤역(U-Bahnhof Museumsinsel)은 베를린 미테구 미테에 있는 U5의 역이다. 베를린 시청인 붉은 시청사에 인접해 있다. 브란덴부르거 토어-알렉산더플라츠 구간에 속해 있으며, 2010년 착공하여 구간 내의 다른 역보다 공사가 지연되어 2021년 7월 9일에 개통했고, 그 날 오전 10시 9분에 개통을 알리는 임시 열차가 정차했다. 베를린 U반에서 가장 늦게 개통한 175번째 역이다.

## 역사

### 계획
운터 덴 린덴 동쪽 끝의 베를린성과 초이그하우스 사이에 위치한다. 역의 일부분은 슐로스브뤼케(Schloßbrücke) 남쪽 슈프레운하 하저에 있다. 승강장은 지하 16 m에 위치해 있다. 계획 당시 역명은 슐로스플라츠(Schlossplatz)역이었다.
승강장 양쪽 끝에서 중간층을 통해서 지상으로 이어진다. 서쪽 출입구는 베를린 왕세자궁, 동쪽 출입구는 박물관섬 방면으로 이어지며, 훔볼트포룸(Humboldtforum) 방면 직통 출입구가 두 곳 있다. 출입구에는 에스컬레이터가 설치되어 있으며, 동쪽 출입구 인근에 엘리베이터가 설치되어 있다.
역 동쪽은 개착식, 서쪽은 비개착식 지하 굴착으로 건설되었다. 터널 건설 이전에 지중연속벽 및 가압그라우팅 상하부 구조물이 설치되었다. 동쪽 부분의 일부가 슈프레운하에 걸쳐 있으므로, 건설 당시에 가물막이댐을 설치하여 슈프레 운하를 임시로 차단했다. 다른 역과는 달리 지반 문제로 인하여 지반동결공법을 사용해야 했기 때문에 터널굴착기로 양방향 구간 터널이 완공된 후에 역을 착공할 수 있었다. 이미 브란덴부르거 토어역 지하철역 건설 당시 지반동결공법이 사용된 적이 있었다.
역 승강장 구조물은 본선 터널 사이의 공간 사이에 위치한다. 역 승강장은 막스 두들러(Max Dudler)가 설계했으며, 카를 프리드리히 싱켈의 작품 《마술피리》에서 영감을 얻어서 파란색 천장에 떠 있는 별을 형상화했다. 총 6662개의 조명 시설이 설치되어 있다. 역사 외벽은 박물관섬 일대 건물의 고전주의적 양식에서 착안했으며, 피히텔산맥 일대에서 채취한 화강암으로 벽면을 마감했다. 슈테판 뮐러(Stefan Müller)가 촬영한 일대 건물들의 사진이 벽면에 전시되어 있다.
역 서쪽에는 슈프레강과 슈프레운하에 의한 침수 방지를 위해서 차수벽이 설치되어 있다. 기계실은 전부 지하역 내에 설치되어 있다.

### 건설
2010년 중반부터 2011년 후반까지 공사 준비가 진행되었다. 2011년에는 동쪽 출입구 부지의 유적 발굴이 시작되었다. 이 과정에서 17세기와 18세기에 건설되어 1894년까지 성곽의 자유(Schlossfreiheit)가 주어진 가옥의 기반과 지하실 및 지상 일부가 발견되었다. 역 구조물 공사 1공구는 2012년 1월 말에 시작되었다. 1공구는 TBM 굴착 시작 지점, 터널굴착기를 통한 터널 건설, 운터 덴 린덴역 및 무제움스인젤역, 분기기 건설로 구성되어 있다. 사용된 예산은 약 1억 9000만 유로이다. 무제움스인젤역 구조물 공사에는 약 6500만 유로가 예상되었다. 역의 실제 착공은 2012년 4월이었다.
승강장 부분은 슈프레운하 아래에 지반동결공법으로 건설되었고, 지반 동결을 위해서 2017년 11월 말까지 105 m 길이의 동결관 95개가 굴착되었다. 각각 동결관에는 지반을 영하 37도로 냉각하기 위해서 염화 칼슘 수용액을 투입했다. 지반 동결 과정은 약 2000개 지점에서 관측되었다. 지반 동결 시작 약 60일 후 2018년 5월 8일 승강장 부분 착공 행사가 진행되었다. 해당 터널에는 훔볼트포룸의 문화 대표 라비니아 프레이(Lavinia Frey)의 이름을 따서 라비니아(Lavinia)라는 이름이 붙었다. 중앙 터널 굴착은 3개월-4개월 정도 소요될 것을 예상했다. 실드 터널 건설 과정의 튜브 링을 빼내기 위해서 TBM으로 굴착했던 본선 터널 구간이 확대되었다. 전체 굴착 작업은 2019년 3월에 완료되었다. 2019년 7월 중순 터널 내벽이 완공되었고, 그 이후로 동결된 지반의 재해동이 시작되었다.
2019년 11월에 구조물 공사가 완료되었고, 2020년 초에 궤도가 연결되었다. 2020년 2월 10일에 토핑 아웃 행사가 진행되었다.
전체 구간에서 무제움스인젤역 건설이 가장 진행이 느렸다. 역사 건설이 지연되어서 2020년 12월 4일 노선 개통 당시에는 역이 영업을 시작하지 않았고, 역 건설이 완료될 때까지 무정차 통과했다.
2021년 7월 9일 역이 개통되었고, 중앙역-알렉산더플라츠역 구간이 마무리되었다. 역 완공 이후에도 지상부 공사는 계속 이어졌다.

## 인접 철도역
베를린 버스 100, 300, N5번과 환승할 수 있다.
| 베를린 지하철 5호선      | 베를린 지하철 5호선 | 베를린 지하철 5호선         |
| ------------------------ | ------------------- | --------------------------- |
| 운터 덴 린덴 중앙역 방면 | U5                  | 로테스 라트하우스 회노 방면 |

## 참고 문헌
- Alexander Schulz (2021). 《Verlängerung der U5 zum Hauptbahnhof》. Berliner Verkehrsblätter. 67 f.쪽.
- Alexander Schulz (2021). 《Eröffnung des U-Bahnhofs Museumsinsel》. Berliner Verkehrsblätter. 191 f.쪽.